# Endra Wijaya
Endra Wijaya, né le 1er septembre 1986 à Surakarta, est un coureur cycliste indonésien. 

## Biographie
En 2014, il devient champion d'Indonésie sur route.

## Palmarès et résultats

### Palmarès par année
- 2014
  -  Champion d'Indonésie sur route
  - Casio Nongsa Challenge

### Classements mondiaux
| Année         | 2009 | 2010 | 2011 | 2012 | 2013 | 2014 |
| ------------- | ---- | ---- | ---- | ---- | ---- | ---- |
| UCI Asia Tour | 154e |      |      |      |      | 98e  |